# Норвуд (Північна Кароліна)
Норвуд (англ. Norwood) — місто (англ. town) в США, в окрузі Стенлі штату Північна Кароліна. Населення — 2367 осіб (2020).

## Географія
Норвуд розташований за координатами 35°14′10″ пн. ш. 80°6′44″ зх. д. / 35.23611° пн. ш. 80.11222° зх. д. (35.236008, -80.112252).  За даними Бюро перепису населення США в 2010 році місто мало площу 11,96 км², з яких 11,60 км² — суходіл та 0,36 км² — водойми.

## Демографія
Згідно з переписом 2010 року, у місті мешкало 2379 осіб у 960 домогосподарствах у складі 649 родин. Густота населення становила 199 осіб/км².  Було 1311 помешкання (110/км²).
Расовий склад населення:
| - 71,6 % — білих - 21,9 % — чорних або афроамериканців - 0,8 % — корінних американців - 0,7 % — азіатів - 3,8 % — осіб інших рас |

До двох чи більше рас належало 1,1 %. Частка іспаномовних становила 5,1 % від усіх жителів.
За віковим діапазоном населення розподілялося таким чином: 23,7 % — особи молодші 18 років, 59,5 % — особи у віці 18—64 років, 16,8 % — особи у віці 65 років та старші. Медіана віку мешканця становила 42,2 року. На 100 осіб жіночої статі у місті припадало 98,2 чоловіків;  на 100 жінок у віці від 18 років та старших — 94,2 чоловіків також старших 18 років.
Середній дохід на одне домашнє господарство  становив 48 474 долари США (медіана — 36 597), а середній дохід на одну сім'ю — 54 800 доларів (медіана — 39 680). Медіана доходів становила 41 097 доларів для чоловіків та 32 257 доларів для жінок. За межею бідності перебувало 17,2 % осіб, у тому числі 20,4 % дітей у віці до 18 років та 9,2 % осіб у віці 65 років та старших.
Цивільне працевлаштоване населення становило 1182 особи. Основні галузі зайнятості: виробництво — 22,2 %, освіта, охорона здоров'я та соціальна допомога — 22,0 %, публічна адміністрація — 11,5 %, мистецтво, розваги та відпочинок — 10,6 %.